# Cadurcia mesnili
Cadurcia mesnili là một loài ruồi trong họ Tachinidae.